# HP BladeSystem

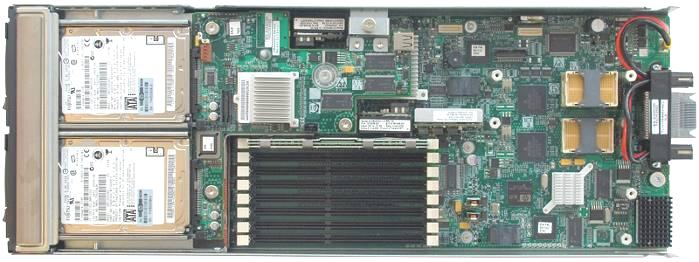
HP BladeSystem（HP ProLiant BL460c

## 概要
HP BladeSystem（エイチピー ブレードシステム）はヒューレット・パッカード（HP）社が開発・販売をするブレードサーバのブランド名である。

2001年12月に主要ベンダとして初めてブレード型x86サーバを発表した。 現在は第3世代であるHP BladeSystem c-Classが最新世代。

## 歴史
- e-Class

2001年12月、第1世代となるHP ProLiant BL e-Classを旧コンパック社より発表。3Uの高さのエンクロージャーに最大20台のブレードサーバを搭載可能な高密度型設計が特徴であった。
- p-Class

2002年8月、第2世代となるHP BladeSystem p-Classを発表。CPU、メモリ、HDD等の高性能化と拡張性向上により集約性を高めた。

6Uの高さのエンクロージャーに最大16台のサーバブレードを搭載可能。　
- c-Class

2006年6月、第3世代となるHP BladeSystem c-Classを発表。サーバに加えてストレージやネットワーク等システム全体の集約を可能にした。独自の冷却機能および消費電力抑制機能が採用されている点が特徴。

6Uの高さのエンクロージャーに最大8台のブレードサーバ、あるいは10Uの高さのエンクロージャーに最大16台のブレードサーバを搭載可能。

## 構成要素
HP BladeSystemは以下の機器によって構成される。

### エンクロージャー (収容ユニット)
サーバおよびオプション製品群を格納する筺体。同時に各サーバへ電源を供給する機能や、ネットワークに接続する機能も持つ。HP BladeSystemの稼働に必要な機器である。
現行のc-Classには2種類のエンクロージャーがある。

・HP BladeSystem c7000エンクロージャー　10Uの高さに最大16台のサーバを搭載可能

・HP BladeSystem c3000エンクロージャー　6Uの高さに最大8台のサーバを搭載可能

各エンクロージャーの前面にはInsight Displayと呼ばれるカラー液晶ディスプレイが付属しており、サーバの稼働状態やトラブル時のアラート、パーツ交換手順などを表示することができる。

### サーバ
HP BladeSystemに対応するサーバはx86サーバのHP ProLiant BLラインと、UNIXサーバのHP Integrity BLラインがある。
- HP ProLiant BL ライン

インテル Xeon プロセッサーまたはAMD Opteron プロセッサを搭載するブレード型のサーバ。c7000エンクロージャーに収容する場合に最大16台搭載可能なハーフハイト型と、8台搭載可能なフルハイト型がある。
- HP Integrity BL ライン

インテル Itanium プロセッサーを搭載する、より高信頼、高可用なブレード型サーバ。モデルによってc7000エンクロージャーに2～8台可能。

### ワークステーション
CADに代表される2D/3Dグラフィックス用途、金融ディーリングなどのマルチモニター業務用途、CAEなどのコンピューティング用途に最適化された、ブレード型のワークステーション。

### ストレージブレード、その他ブレード
サーバのディスク容量を拡張するストレージブレード。「HP StorageWorks ～」の名称で提供される。またLTO Ultriumに対応するテープブレードや、サーバにPCIカード拡張スロットを提供するPCI拡張ブレードも提供している。

### インターコネクト
イーサネット、ファイバチャネル、SAS、InfiniBandといったネットワークの機能を提供するスイッチモジュール。エンクロージャー背面に挿して使用する。

また、HPバーチャルコネクトと呼ばれるI/Oを仮想化するインターコネクト オプションを提供している。その主な機能は以下の通り。
- MACアドレス、World Wide Nameの仮想化
- 通信経路の遠隔切り換え
- 上位スイッチとの簡単な冗長構成
- 10Gb NICをOS非依存で分割使用　※バーチャルコネクト Flex-10 イーサネットモジュールに対応
- 分割NICの帯域指定　※バーチャルコネクト Flex-10 イーサネットモジュールに対応

### メザニンカード
ブレードサーバにイーサネットやファイバチャネル、InfiniBandを増設するネットワークインターフェースオプション。

## サーバ管理ソフトウェアとの連携
HP BladeSystemにはシステムのインストレーション、構成、管理を支援するツールが無償で添付する。その代表的なものが初期セットアップを簡単かつ迅速に行うSmartStart、HP製のサーバおよびストレージ製品群を一元的に管理するHP Systems Insight Manager（HP SIM）、遠隔地からの操作を可能にするHP Integrated Lights-Out 3（iLO 3）などである。
また、有償のサーバ管理ソフトウェア HP Insight ソフトウェアを提供しており、これをHP BladeSystemと組み合わせることにより高度なリモート管理、消費電力の制御、仮想マシン管理、サーバ移行支援などの機能を付加する。
機能の詳細はHP Insight ソフトウェアを参照

## システムソリューション
- HP CloudSystem Matrix（旧 HP BladeSystem Matrix）
- HP Integrity NonStop NB50000c BladeSystem および HP Integrity NonStop NB54000c BladeSystem